# Spathodea campanulata

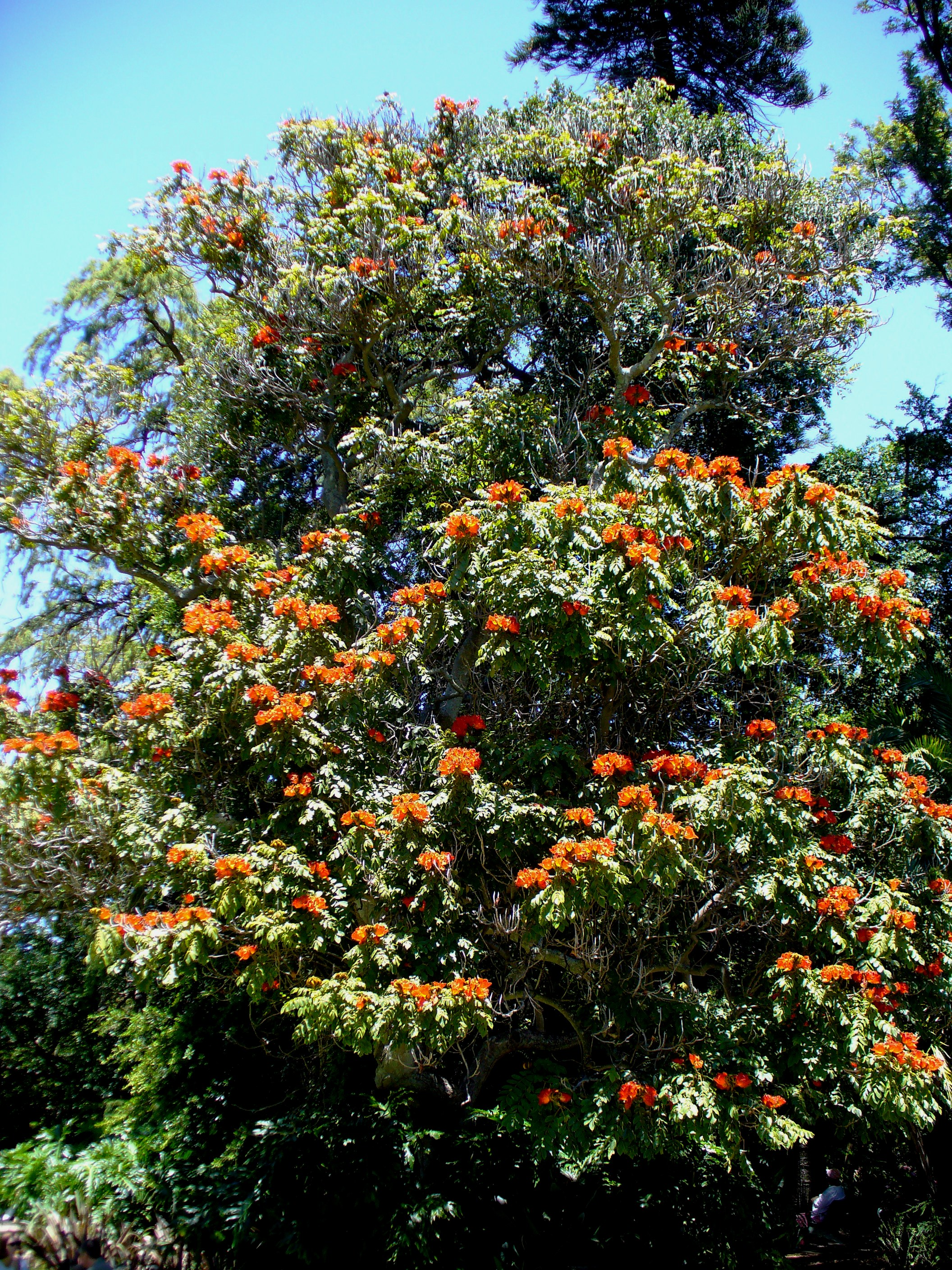
Tulipanero africano.

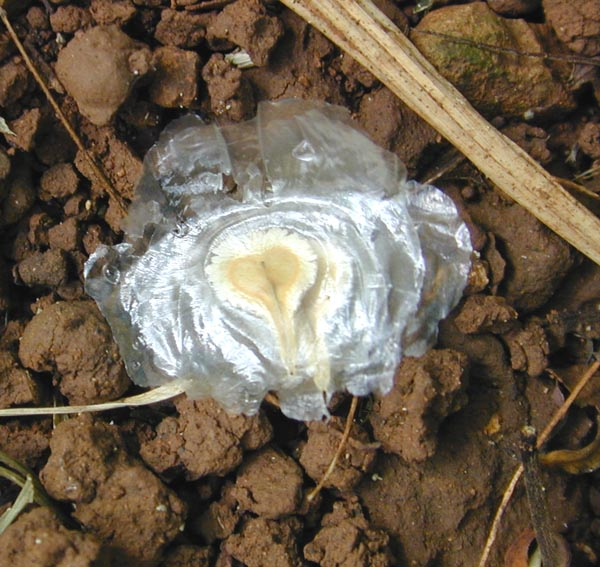
Siembra del tulipanero africano.

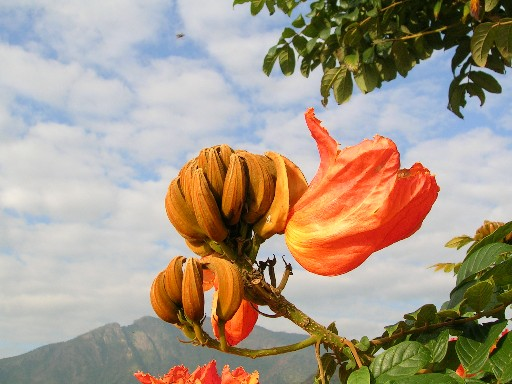
Flores y brotes.

Spathodea es un género monotípico de fanerógamas perteneciente a la familia de las bignoniáceas. La única especie de este género, Spathodea campanulata, conocida como tulipero africano, tulipanero africano, árbol de la fontana, llama-del-bosque, llama Nandi, amapola (República Dominicana), o meaíto (Puerto Rico) y también caoba de Santo Domingo y gallito en Venezuela. En francés se denomina tulipier du Gabon (tulipanero del Gabón). En México también se le conoce como galeana, o simplemente como (árbol) tulipán. En Guatemala es ampliamente reconocido como llama del bosque. Es una especie originaria del continente africano muy difundida en el Nuevo Mundo.
Está incluido en la lista 100 de las especies exóticas invasoras más dañinas del mundo de la Unión Internacional para la Conservación de la Naturaleza.

## Descripción
Crece hasta 7-25 m de altura, y es nativo de la zona intertropical africana. Se planta extensivamente como árbol ornamental en muchos países y es muy apreciado por sus flores muy bonitas rojizas anaranjadas (raramente amarillas), campanuladas. La época de floración varía a veces en un mismo árbol, dependiendo de la insolación. Como es un árbol de las zonas equinocciales donde se dan dos días de sol cenital al año (solo uno en los trópicos), una parte de la época de floración los rayos solares inciden al norte y otra al sur del árbol y la floración coincidirá con esta característica. 
De madera suave, usada para nidos de aves.
El brote floral es ampollado y contiene agua. La savia a veces tiñe de amarillo los dedos y la ropa. Las flores abiertas tienen forma de copa y almacenan agua de lluvia y de rocío, siendo atractiva para muchas especies de aves.

## Taxonomía
Spathodea campanulata fue descrita por Ambroise Marie François Joseph Palisot de Beauvois y publicado en Flore d'Oware 1: 47–48, t. 27, 28, en 1805.
Etimología
El nombre del género proviene del griego, σφατηε, en referencia al cáliz parecido a una espada.
campanulata: epíteto latino que significa "con forma de campana" (se refiere a las flores).
Variedades
- Spathodea campanulata subsp. campanulata
- Spathodea campanulata subsp. congolana
- Spathodea campanulata subsp. nilotica[5]

Sinonimia
- Bignonia tulipifera Thonn.
- Spathodea danckelmaniana Büttner
- Spathodea nilotica Seem.
- Spathodea tulipifera (Thonn.) G.Don[6]